# Fastlife Mixtape Vol. 2 - Faster Life
Fastlife Mixtape Vol. 2 - Faster Life è un mixtape del rapper italiano Gué Pequeno, pubblicato nel 2009.

## Tracce
1. Power Guè (Big in Milano)
2. Per chi mi hai preso (feat. Nex Cassel)
3. Sempre in giro (feat. Jake La Furia, Vincenzo da Via Anfossi)
4. Partito D.O.G.O. (feat. Ted Bee, Montenero)
5. Middle Finger (XL & Rock IT Dissing)
6. King Mimmo Skit/Trema il palazzo
7. Mind Your Buziness (feat. Noyz Narcos, Duke Montana)
8. Dogofiero
9. Dammi i tuoi milioni (feat. Karkadan)
10. Russian Love Skit/Voglio lei (feat. Vacca, Daniele Vit)
11. Io non ballo (feat. Bassi Maestro, Jack the Smoker)
12. Maranza Love Skit/Rap Stallion/Emi lo Zio skit (feat. Marracash, Izo Sklero)
13. Strade di fuoco (feat. Entics)
14. Seconda pelle (feat. Caneda)
15. A vita veloce Skit (feat. Co'Sang, Fuossera)
16. Dopeman (feat. Montenero, Sgarra)
17. New Pussy (feat. Tek Money)
18. Vite veloci (feat. Duellz)
19. Grand Royal (feat. Ensi)
20. Droga rap Uncut (feat. Mutoidz)
21. Street Cinema (feat. Aban)
22. Non lo spegnere (feat. Entics)
23. Lontano outro